# Jörgen Lehmann
Jörgen Erik Lehmann, född 15 januari 1898, död 26 december 1989, var en dansk-svensk läkare och biokemist.
Lehmann var professor i Aarhus 1937–1938 och därefter chef för centrallaboratoriet vid Sahlgrenska sjukhuset i Göteborg 1938–1963. Hans upptäckter av effekten av Paraaminosalicylsyra (PAS) och streptomycin vid tuberkulos räknas som några av medicinhistoriens mest betydelsefulla genombrott.

## Biografi
Jörgen Lehmann var son till religionshistorikern Edvard Lehmann och Karen Wiehe. Han växte upp i Danmark, kom 1914 till Sverige där han blev student vid Lunds universitet 1917, medicine kandidat 1921, medicine licentiat 1927 och medicine doktor 1929.
Lehmann bedrev forskarstudier vid Lunds universitet under Torsten Thunberg, professor i fysiologi, som räknas som upptäckare av dehydrogenaser, en betydelsefull grupp biokemiska enzymer. Lehmann disputerade i Lund 1929 och utnämndes samma år till docent. Under åren 1935–1937 var han verksam vid Cornell Medical School Rockefelleruniversitetet i New York hos nobelpristagaren (1930) Karl Landsteiner och den blivande nobelpristagaren (1944) Herbert Gasser.
Lehmann blev 1937 professor i medicinsk biokemi vid Århus universitet men flyttade redan året därpå till Göteborg för att tillträda en tjänst som överläkare och chef för Sahlgrenska sjukhusets centrallaboratorium. Efter sin pensionering 1963 var Lehmann verksam vid farmakologiska institutionen vid Göteborgs universitet.
Lehmann är främst känd för ha utvecklat två läkemedel: 
- Dikumarol, en koagulationshämmande medicin, som från 1941 användes under mer än fem decennier.

- Paraaminosalicylsyra (PAS), som från 1946 spelade en avgörande roll i behandlingen av tuberkulos (TBC). Lehmanns unika framgångar som utvecklare av nya läkemedel i samverkan med läkemedelsföretaget Ferrosan byggde i hög grad på hans kunskaper i biokemi, särskilt läran om enzymer.[8]

Att Lehmann inte tilldelades 1952 års nobelpris för sin upptäckt av PAS, anses av många experter som ett av Nobelförsamlingens största misstag.

## Lehmanns första läkemedel: Apekumarol
Som nytillträdd överläkare i Göteborg utvecklade Lehmann i början av sensommaren 1940 en koagulationshämmande medicin, dikumarol som användes för att behandla och förhindra blodpropp. Lehmann och medarbetare extraherade dikumarol ur cumarin från fermenterad sötväppling, Melilotus officinalis som han och underläkaren Johan Mårtensson hämtat med hjälp av en höskrinda från Hisingen, nordväst om centrala Göteborg. 
De första patienterna behandlades framgångsrikt vid Sahlgrenska sjukhuset 1941; därefter var dikumarol, med varunamnet Apekumarol från läkemedelsföretaget Ferrosan i kliniskt bruk fram till 1990-talet. Dikumarol kunde utvecklades sedan Lehmann hade observerat att ett derivat av dikumarol kemiskt liknade K-vitamin, som är betydelsefullt för koagulation.
Lehmann formulerade hypotesen att dikumarol kunde fungera som en antagonist till K-vitamin och därigenom förebygga och lösa upp blodproppar. Han har själv livfullt beskrivit detta utvecklingsarbete i tidskriften Circulation (volym 19, sid 122, januari 1959).

## Historien om PAS och streptomycin – en revolution i behandlingen av tuberkulos
Läkemedlet PAS, vars kemiska beteckning är 4-aminosalicylsyra, var resultatet av att Lehmann hade läst en vetenskaplig artikel om tuberkelbacillers ämnesomsättning i tidskriften Science, och han formulerade på basen av denna artikel en hypotes om att PAS skulle kunna vara verksamt mot tuberkulos.  I början av mars 1943 skrev Lehmann till läkemedelsföretaget AB Ferrosan i Malmö. Ett stycke i brevet lyder: "Från enzymteoretisk synpunkt kan man förvänta sig, att salicylsyra närstående föreningar skall ha en bakteriostatisk verkan [mot tuberkelbaciller]. Mest intressant vore det att studera 4-aminosalicylsyra [PAS]."  Lehmann förutspådde alltså effekten av PAS vid tuberkulos utan att ha gjort ett enda experiment.
Syntesen av PAS visade sig vara tekniskt komplicerad, men i slutet av 1943 lyckades Ferrosans forskningschef Karl-Gustav Rosdahl med att framställa 13 gram PAS. Lehmann analyserade tillsammans med bakteriologen Olof Sievers substansens effekter på tuberkelbaciller i bakterieodling och prövade PAS på sig själv för att försäkra sig om att medicinen inte var toxisk. Han hade tidigare prövat dikumarol på motsvarande sätt.  Under våren 1944 gav lungläkaren Gylfe Vallentin vid Renströmska sjukhuset och barnläkaren Gustaf Pettersson i Göteborg för första gången PAS till patienter med tuberkulos. PAS gavs inledningsvis som lokalbehandling och den 30 oktober samma år administrerades läkemedlet för första gången peroralt.
Lehmann, Sievers och Vallentin presenterade sina fynd för nordiska lungläkare under våren 1946.  De tre forskarna bemöttes med skepsis; en framstående sanatorieläkare från Akademiska sjukhuset i Uppsala antydde att resultaten skulle ha dikterats av det företag som tillverkade PAS. En professor från Oslo ansåg sig kunna slå fast att resultaten "inte visade någonting alls". En överläkare vid Svenshögens sanatorium skrev flera kritiska artiklar i bland annat Nordisk Medicin, och vägrade under lång tid att ge PAS till sina patienter.
Lehmann och hans medarbetare beslutade sig för att analysera effekten av PAS mer systematiskt. I april 1947 startade en klinisk studie i vilken 176 patienter vid fem svenska sanatorier delades upp i två grupper. Den ena gruppen erhöll kapslar med PAS och den andra liknande kapslar utan aktiv substans, placebo. Resultaten, som publicerades i The American Review of Tuberculosis (volym 61, sid 591-612), var överväldigande: för alla de symtom som utvärderades – bland annat kroppsvikt, feber, förekomst av tuberkelbaciller och lungförändringar – var PAS-behandling överlägsen placebo med hög statistisk säkerhet.
Parallellt med Lehmanns arbete med PAS under den första hälften av 1940-talet hade biokemisten Selman Waksman och medarbetare vid Rutgers-universitetet i New Jersey tagit fram ett antibiotikum mot tuberkulos, streptomycin. Utvecklingen av streptomycin skedde praktiskt tagit samtidigt med Lehmanns arbete med PAS, som dock kom i kliniskt bruk före streptomycin: den första PAS-behandlingen genomfördes i mars 1944, åtta månader innan någon patient fått streptomycin (se till exempel Erik Berglunds artikel i Läkartidningen volym 94, sid 2205, 1997). Till skillnad från det svala mottagande Lehmann erfarit i försöken att lansera PAS i Norden blev streptomycin en riksangelägenhet i USA. Läkemedelsföretaget Merck satsade stora belopp för att kunna tillverka tillräckliga mängder av substansen. Eleanor Roosevelt intervenerade också för att begränsa exporten av streptomycin för att säkra dess tillgänglighet för inhemska tuberkulospatienter.
Streptomycin utvärderades, liksom PAS, i kontrollerade kliniska prövningar. Streptomycin visade sig ha tydligt gynnsam effekt i dessa studier, men effekten var ofta övergående eftersom tuberkelbaciller utvecklade resistens mot läkemedlet. En studie, publicerad 1948, av streptomycin vid akut tuberkulos illustrerar problemet; streptomycin var överlägset gängse behandling vid utvärdering efter sex månader (British Medical Journal, vol ii, sid 790-1), men senare uppföljning visade ingen effekt på överlevnad.
Det var först när PAS och streptomycin kombinerades som behandlingen blev varaktigt effektiv för en stor andel tuberkulospatienter. The British Medical Council i England startade i slutet av 1948 en klinisk studie i vilken 166 patienter med tuberkulos lottades (randomiserades) till behandling med PAS, streptomycin eller PAS i kombination med streptomycin under tre månader. Resultaten, som publicerades i British Medical Journal nyårsafton 1949 (volym ii, sid 1073-85), visade att kombinationen PAS/streptomycin var överlägsen behandling med endera PAS eller streptomycin. PAS visade sig effektivt reducera resistens mot streptomycin; av de 49 patienter som endast fick streptomycin uppvisade 33 (nära 70 procent) resistens mot läkemedlet, medan resistenta tuberkelbaciller endast kunde påvisas hos fem (10 procent) av de 48 patienter som lottats till behandling med PAS/streptomycin.
Från mitten av 1950-talet kompletterades PAS/streptomycin med ett nyupptäckt antibiotikum, isoniazid (INH), som utvecklats av 1939 års nobelpristagare i medicin Gerhard Domagk. Denna trippelkombination blev standardterapi vid tuberkulos under flera decennier. Den nya behandlingen gjorde, tillsammans med BCG-vaccinet, att dödligheten i tuberkulos i västvärlden minskade med nära 90 procent och att sanatorier över hela världen kunde stängas. PAS ingick i standardbehandling av tuberkulos världen över fram till 1970, och används fortfarande sporadiskt vid resistens mot mer modern terapi. PAS blev också en kommersiell framgång: Ferrosan exporterade till exempel flera miljoner kilo av läkemedlet under åren 1946–76.

## Lehmann blir förbigången vid utdelning av nobelpris
Upptäckten av effekten av PAS och streptomycin vid tuberkulos räknas till ett av medicinhistoriens mest betydelsefulla genombrott. Selman Waksman erhöll 1952 års Nobelpris i fysiologi eller medicin för upptäckten av streptomycin. När Waksman fick besked om sitt nobelpris skickade han ett gratulationsbrev till Lehmann, eftersom han tog för givet, att de båda hade delat priset. Waksman hade dock ensam utnämnts till pristagare. Att Lehmann inte tilldelades ett nobelpris för sin upptäckt av PAS, anses av många som ett av nobelförsamlingens största misstag, och flera böcker har behandlat ämnet (se till exempel nobelpristagaren Max Ferdinand Perutz artikel i The New York Review of Books vol 41, nr 10, 1994, och Frank Ryans bok Tuberculosis: The greatest story never told, Swift Publishers 1992). 

## Priser och utmärkelser
Jörgen Lehmann erhöll medaljer och andra hedersbetygelser från hela världen men fick vänta på formell erkänsla från svenska kolleger till 1980, då han som 82-åring invaldes som Svensk Lungmedicinsk Förenings förste hedersmedlem. En bidragande faktor till den senkomna utmärkelsen kan ha varit att en tongivande medlem av föreningen, professor Åke Hanngren, trettio år tidigare hade varit en av de första tuberkulospatienter som botats av PAS.
Jörgen Lehmann var ledamot av exempelvis:
- Svenska sällskapet för klinisk kemi och fysiologi
- Skandinaviska sällskapet för klinisk kemi och fysiologi
- Kungliga Fysiografiska Sällskapet i Lund
- Kungliga Vetenskaps- och Vitterhets-Samhället i Göteborg
- Société Philomatique och Société de Chimie Biologique i Paris

Exempel på utmärkelser:
- Kommendör av 1. klass av Vasaorden
- RNO
- Kong Christian X.s Frihedsmedalje
- Spanska storkorset för hälsovård
- Pehr Dubb-medaljen i guld
- Diseases of Chest (USA) internationella guldmedalj
- Thunberg-medaljen i silver

Lehmann erhöll 1951 Björkénska priset.

## Väg uppkallad efter Lehmann
Doktor Lehmanns Gångväg finns sedan 1999 i stadsdelen Guldheden i Göteborg. Den är uppkallad efter Jörgen Lehmann och ligger i Södra Guldheden.

## Privatliv

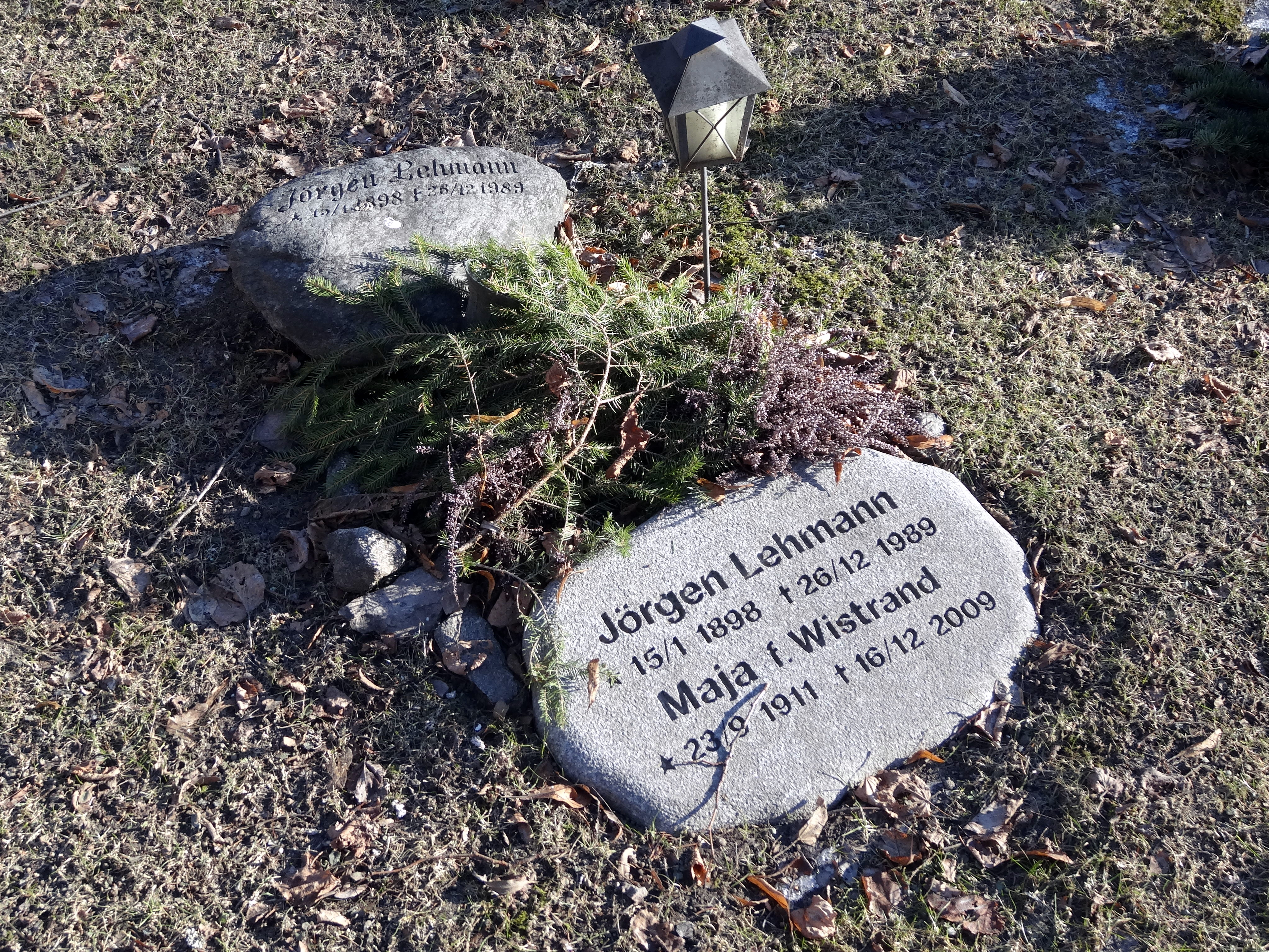
Lehmanns gravvård på Stampens kyrkogård i Göteborg.

Jörgen Lehmann var son till Edvard Lehmann, professor i religionshistoria vid Lunds universitet och dennes maka Karen, född Wiehe. Han var kusin till den danska seismologen och geofysikern Inge Lehmann.
Ett första äktenskap ingicks 1926–45 med Marie-Louise de Vylder (1899–1986), ett andra ingicks 1948 med Maja Wistrand (1911–2009). Han gravsattes den 9 mars 1990 på Stampens kyrkogård i Göteborg.